# Lower-Glenelg-Nationalpark
Der Lower-Glenelg-Nationalpark ist ein Nationalpark im äußersten Südwesten des australischen Bundesstaates Victoria, 323 km westlich von Melbourne und 46 km südöstlich von Mount Gambier am Unterlauf des Glenelg River.
Die größten Sehenswürdigkeiten sind die Schlucht des Glenelg River und die Princess Margret Rose Cave, eine Kalksteinhöhle.